# Shapley-Sawyer-Konzentrationsklasse
Die Shapley-Sawyer-Konzentrationsklassen bilden ein qualitatives Klassifizierungssystem, mit dem Harlow Shapley und seine Doktorandin Helen Sawyer Hogg ab 1927 Kugelsternhaufen auf fotografischen Aufnahmen nach ihrer scheinbaren Konzentration ordneten.
Die Skala reicht von eins bis zwölf, wobei römische Zahlen verwendet werden:
- Die am stärksten konzentrierten Haufen werden der Klasse I zugeordnet, z. B. M75.
- Mit abnehmender Konzentration nimmt die Klassennummer zu und reicht bis zur Klasse XII, z. B. bei NGC 4372.
- Die Klassengrenzen wurden von Shapley und Sawyer Hogg so gesetzt, dass die zwölf Klassen jeweils etwa die gleiche Anzahl der 1927 bekannten 95 Kugelsternhaufen enthielten.

Der hellste Haufen am Nordhimmel, Messier 13, gehört zur Klasse V.
Die Konzentrationsklassen werden heute beispielsweise von Amateurastronomen noch verwendet, um den zu erwartenden optischen Eindruck bei der Beobachtung von Kugelsternhaufen zu beschreiben. Für wissenschaftliche Zwecke erhalten quantitative Maße zur Beschreibung der Struktur der Haufen den Vorzug, wie man sie etwa durch Anpassung parametrischer Modelle an die gemessenen Flächenhelligkeitsprofile erhält.

## Klassen
| Klasse | Beschreibung                           | Beispiel                                                                                  |
| ------ | -------------------------------------- | ----------------------------------------------------------------------------------------- |
| I      | Hohe Konzentration zur Mitte hin       | - Messier 75                                                                              |
| II     | Dichte zentrale Konzentration          | - Messier 2 - Messier 80                                                                  |
| III    | Starker innerer Kern aus Sterne        | - Messier 54                                                                              |
| IV     | Mittlere reichhaltige Konzentrationen  | - Messier 15 - Messier 28 - Messier 62 - Messier 92                                       |
| V      | Mittlere Konzentrationen               | - Messier 5 - Messier 13 - Messier 30 - Messier 53 - Messier 69 - Messier 70 - Messier 79 |
| VI     | Mittlere milde Konzentration           | - Messier 3                                                                               |
| VII    | Mittlere lockere Konzentration         | - Messier 10 - Messier 22                                                                 |
| VIII   | Eher locker zur Mitte hin konzentriert | - Messier 9 - Messier 14 - Messier 19                                                     |
| IX     | Locker zur Mitte hin                   | - Messier 4 - Messier 12 - Messier 72                                                     |
| X      | Lose                                   | - Messier 56 - Messier 68 - Messier 107                                                   |
| XI     | Zur Mitte hin sehr locker              | - Messier 55                                                                              |
| XII    | Fast keine Konzentration auf die Mitte | - Palomar 12                                                                              |